# USS Shark (SS-314)
USS Shark (SS-314) là một  tàu ngầm lớp Balao từng phục vụ cùng Hải quân Hoa Kỳ trong Chiến tranh Thế giới thứ hai. Nó là chiếc tàu chiến thứ năm và là chiếc tàu ngầm thứ ba của Hải quân Hoa Kỳ được đặt cái tên này, theo tên loài cá mập. Nó đã phục vụ trong Thế Chiến II, thực hiện được ba chuyến tuần tra và đánh chìm bốn tàu Nhật Bản với tổng tải trọng 21.672 tấn, trước khi bị mất trong chuyến tuần tra thứ ba, khi bị tàu khu trục Nhật đánh chìm ngoài khơi Đài Loan vào ngày 24 tháng 10, 1944. Shark được tặng thưởng một Ngôi sao Chiến trận do thành tích phục vụ trong Thế Chiến II.

## Thiết kế và chế tạo
Thiết kế của lớp Balao được cải tiến dựa trên  tàu ngầm lớp Gato dẫn trước, là một kiểu tàu ngầm hạm đội có tốc độ trên mặt nước cao, tầm hoạt động xa và vũ khí mạnh để tháp tùng hạm đội chiến trận. Khác biệt chính so với lớp Gato là ở cấu trúc lườn chịu áp lực bên trong dày hơn, và sử dụng thép có độ đàn hồi cao (HTS: High-Tensile Steel), cho phép lặn sâu hơn đến 400 ft (120 m). Con tàu dài 311 ft 9 in (95,02 m) và có trọng lượng choán nước 1.526 tấn Anh (1.550 t) khi nổi và 2.424 tấn Anh (2.463 t) khi lặn. Chúng trang bị động cơ diesel dẫn động máy phát điện để cung cấp điện năng cho bốn động cơ điện, đạt được công suất 5.400 shp (4.000 kW) khi nổi và 2.740 shp (2.040 kW) khi lặn, cho phép đạt tốc độ tối đa 20,25 hải lý trên giờ (37,50 km/h) và 8,75 hải lý trên giờ (16,21 km/h) tương ứng. Tầm xa hoạt động là 11.000 hải lý (20.000 km) khi đi trên mặt nước ở tốc độ 10 hải lý trên giờ (19 km/h) và có thể hoạt động kéo dài đến 75 ngày.
Tương tự như lớp Gato dẫn trước, lớp Balao được trang bị mười ống phóng ngư lôi 21 in (530 mm), gồm sáu ống trước mũi và bốn ống phía phía đuôi tàu, chúng mang theo tối đa 24 quả ngư lôi. Vũ khí trên boong tàu gồm một hải pháo 4 inch/50 caliber, một khẩu pháo phòng không Bofors 40 mm nòng đơn và một khẩu đội Oerlikon 20 mm nòng đôi, kèm theo hai súng máy .50 caliber. Trên tháp chỉ huy, ngoài hai kính tiềm vọng, nó còn trang bị ăn-ten radar SD phòng không và SJ dò tìm mặt biển. Tiện nghi cho thủy thủ đoàn bao gồm điều hòa không khí, thực phẩm trữ lạnh, máy lọc nước, máy giặt và giường ngủ cho hầu hết mọi người, giúp họ chịu đựng cái nóng nhiệt đới tại Thái Bình Dương cùng những chuyến tuần tra kéo dài đến hai tháng rưỡi.
Shark được đặt lườn tại xưởng tàu của hãng Electric Boat Company ở Groton, Connecticut vào ngày 28 tháng 1, 1943.
Nó được hạ thủy vào ngày 17 tháng 10, 1943, được đỡ đầu bởi bà Lera Millard Thomas, và được cho nhập biên chế cùng Hải quân Hoa Kỳ vào ngày 14 tháng 2, 1944 dưới quyền chỉ huy của Hạm trưởng, Thiếu tá Hải quân Edward Noe Blakely.

## Lịch sử hoạt động
Sau khi hoàn tất việc chạy thử máy huấn luyện tại các vùng biển ngoài khơi New London, Connecticut và Newport, Rhode Island, Shark chuẩn bị để được điều động sang khu vực Mặt trận Thái Bình Dương. Nó khởi hành từ Căn cứ Tàu ngầm Hải quân New London, băng qua kênh đào Panama và đi đến Trân Châu Cảng vào ngày 24 tháng 4, 1944, nơi nó tiếp tục được huấn luyện.

### Chuyến tuần tra thứ nhất
Lên đường vào ngày 16 tháng 5 cho chuyến tuần tra đầu tiên tại vùng biển phía Tây quần đảo Mariana, Shark hoạt động trong thành phần một đội tấn công phối hợp "Bầy sói" vốn bao gồm các tàu ngầm Pintado (SS-387) và Pilotfish (SS-386). Vào sáng sớm ngày 2 tháng 6, nó lặn xuống ngay trước mặt một đoàn tàu vận tải và phóng một loạt ngư lôi nhắm vào một tàu chở dầu. Cho dù các quả ngư lôi trượt khỏi mục tiêu nhắm đến, chúng lại đánh trúng và làm đắm tàu chở hàng Chiyo Maru (4.700 tấn). Chiếc tàu ngầm phải lặn xuống để né tránh phản công bằng mìn sâu từ các tàu hộ tống.
Đến ngày 4 tháng 6, Shark phát hiện và bắt đầu theo dõi một đoàn tàu được hộ tống chặt chẽ. Trong lúc cơ động vào vị trí tấn công, nó đụng độ với một tàu khu trục đối phương ngay trước mũi. Lách qua mạn trái đối thủ ở khoảng cách chỉ có 180 thước Anh (160 m), nó phóng một loạt bốn quả ngư lôi nhắm vào một tàu buôn lớn, trúng đích cả bốn quả khiến Katsukawa Maru (6.886 tấn) bị chìm nhanh chóng. Sau khi cơ động né tránh các tàu hộ tống phản công, nó trồi lên mặt nước và tiếp tục theo đuổi các mục tiêu còn lại. Nó bắt kịp đoàn tàu vào xế trưa ngày 5 tháng 6, và đến tối hôm đó lại phóng tiếp một loạt sáu quả ngư lôi, đánh chìm tàu buôn Tamahime Maru (3.080 tấn) và tàu chở hành khách Takoka Maru (7.006 tấn). Chiếc tàu ngầm lại lặn sâu để né tránh sự truy đuổi của các tàu hộ tống cho đến nữa đêm, rồi trồi lên mặt nước nhưng không thể bắt kịp đoàn tàu. Nó kết thúc chuyến tuần tra khi quay trở về căn cứ Midway vào ngày 17 tháng 6 để được tái trang bị.

### Chuyến tuần tra thứ hai
Lên đường vào ngày 10 tháng 7 cho chuyến tuần tra thứ hai tại các vùng biển quần đảo Volcano và Bonin, vào ngày 19 tháng 7, Shark phóng bốn quả ngư lôi vào một đoàn tàu vận tải đối phương, nhưng tất cả đều bị trượt vì đối thủ chạy zig-zag để đề phòng. Đến ngày 1 tháng 8, trong lúc cơ động vào vị trí tấn công một đoàn tàu vận tải khác, nó bị ba tàu hộ tống tấn công và buộc phải cơ động lẫn tránh, nên đoàn tàu này chạy thoát. Đến xế trưa hôm đó, chiếc tàu ngầm đổi hướng đi đến Iwo Jima để làm nhiệm vụ tìm kiếm và giải cứu hỗ trợ cho chiến dịch không kích của các tàu sân bay xuống hòn đảo này. Vào xế trưa ngày 4 tháng 8, nó cứu vớt hai thành viên đội bay một chiếc máy bay ném bom bổ nhào Curtiss SB2C Helldiver xuất phát từ tàu sân bay USS Lexington. Nó hoàn thành nhiệm vụ vào ngày 19 tháng 8, và ghé đến Midway trên đường quay trở về Trân Châu Cảng.

### Chuyến tuần tra thứ ba
Trong chuyến tuần tra thứ ba, cũng là chuyến cuối cùng, Shark hoạt động trong thành phần một đội "Bầy sói" bao gồm các tàu ngầm Seadragon (SS-194) và Blackfish (SS-221). Vào ngày 24 tháng 10, Seadragon nhận được điện báo của Shark rằng nó phát hiện một tàu chở hàng đơn độc không được hộ tống qua radar và chuẩn bị tấn công. Sau đó nó hoàn toàn mất liên lạc và được cho là đã mất trong chiến đấu vào ngày 27 tháng 11. Nó trở thành chiếc tàu ngầm thứ hai mang cái tên USS Shark bị đắm trong chiến tranh; trước đó Shark (SS-174) bị mất vào đầu tháng 2, 1942.
Trong eo biển Bashi tại biển Đông lúc khoảng 17 giờ 00 ngày 24 tháng 10, Shark đã phóng ngư lôi đánh chìm tàu buôn Arisan Maru (6.886 tấn) tại tọa độ 20°46′B 118°18′Đ / 20,767°B 118,3°Đ. Arisan Maru đã không treo cờ hay mang dấu hiệu nào để xác định nó đang vận chuyển tù binh chiến tranh Đồng Minh, nên phía Hoa Kỳ không có cách nào nhận biết nó là một tàu tù binh. Quả ngư lôi của Shark đánh trúng Arisan Maru phía giữa tàu khiến chiếc tàu tù binh vỡ và đôi và đắm. Arisan Maru trở thành thiệt hại nhân mạng Hoa Kỳ lớn nhất trong chiến tranh trong một vụ đắm tàu duy nhất.
Tài liệu thu được của Hải quân Đế quốc Nhật Bản sau chiến tranh cho thấy cũng ngay trong ngày 24 tháng 10, tại eo biển Luzon, tàu khu trục Harukaze đã phát hiện một tàu ngầm di chuyển dưới nước và đã tấn công bằng mìn sâu. Sau khi mất dấu vết rồi lại bắt được tín hiệu mục tiêu, tiếp tục thả thêm 17 quả mìn sâu, và cuối cùng đã quan sát thấy rất nhiều bọt nước, dầu mazut, quần áo và mảnh vỡ, xác nhận đã phá hủy được một tàu ngầm tại tọa độ 20°41′B 119°27′Đ / 20,683°B 119,45°Đ.

## Phần thưởng
Shark được tặng thưởng một Ngôi sao Chiến trận do thành tích phục vụ trong Thế Chiến II. Nó được ghi công đã đánh chìm bốn tàu Nhật Bản với tổng tải trọng 21.672 tấn.
|  |             |  |
|  | Bronze star |  |

| Dãi băng Hoạt động Tác chiến  |                                                                         |                                      |
| Huân chương Chiến dịch Hoa Kỳ | Huân chương Chiến dịch Châu Á-Thái Bình Dương với 1 Ngôi sao Chiến trận | Huân chương Chiến thắng Thế Chiến II |